# Ouverture de la bouche

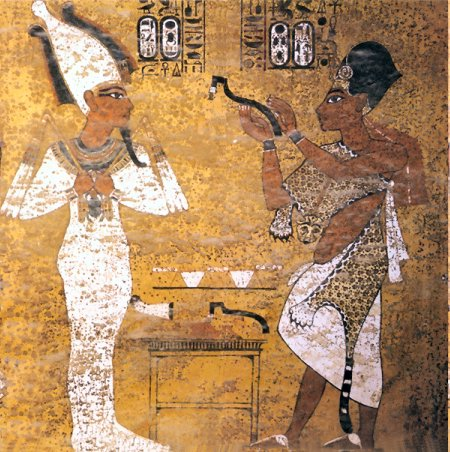
Le pharaon Aÿ accomplissant le rituel de l'ouverture de la bouche par une herminette sur la momie de l'Osiris-Toutânkhamon - XVIIIe dynastie - KV 62.

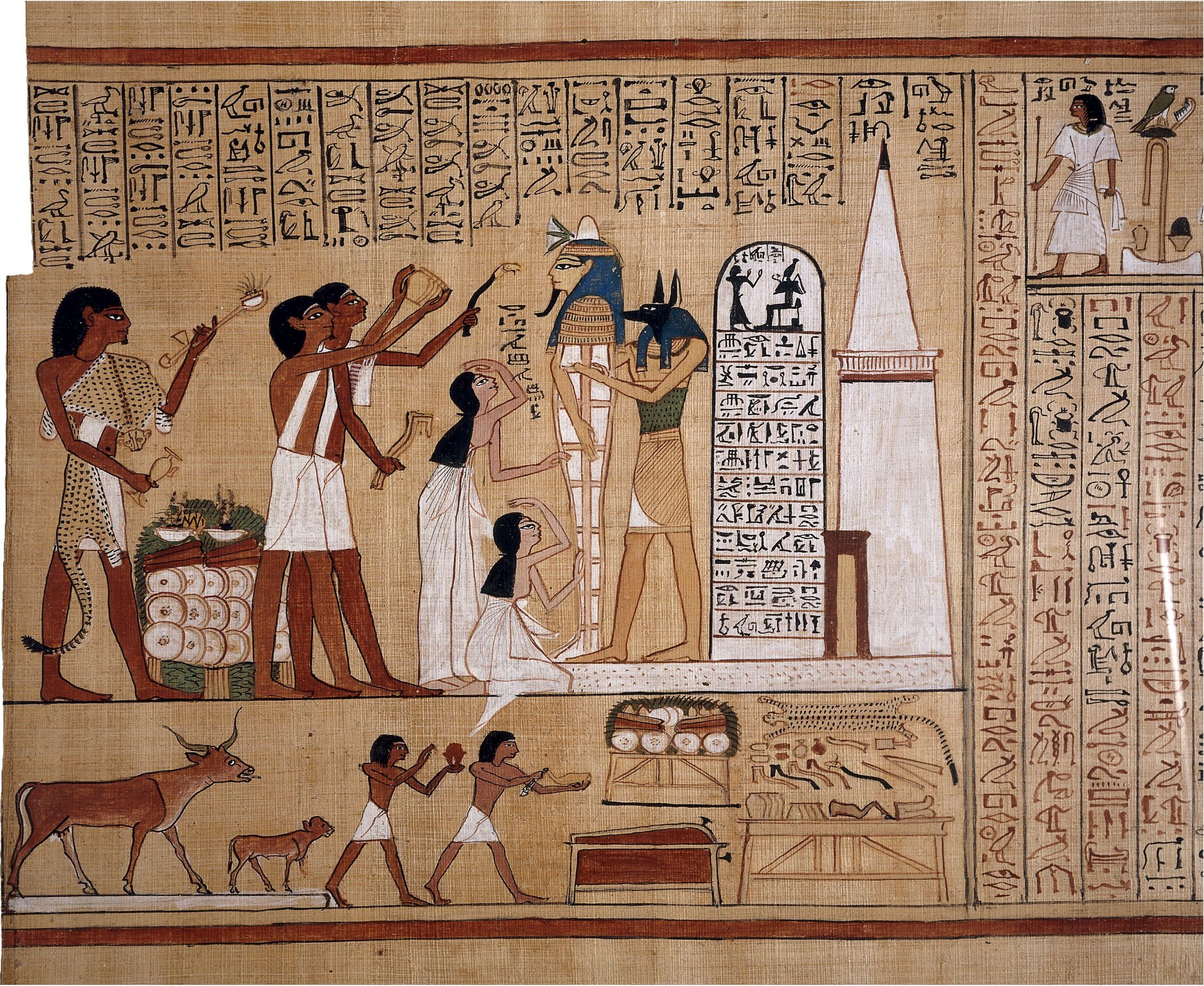
Les prêtres d'Anubis, le guide des morts et le dieu des tombes et de l'embaumement, accomplissent le rituel de l'ouverture de la bouche.Extrait du papyrus de Hounefer, un livre des morts de la.

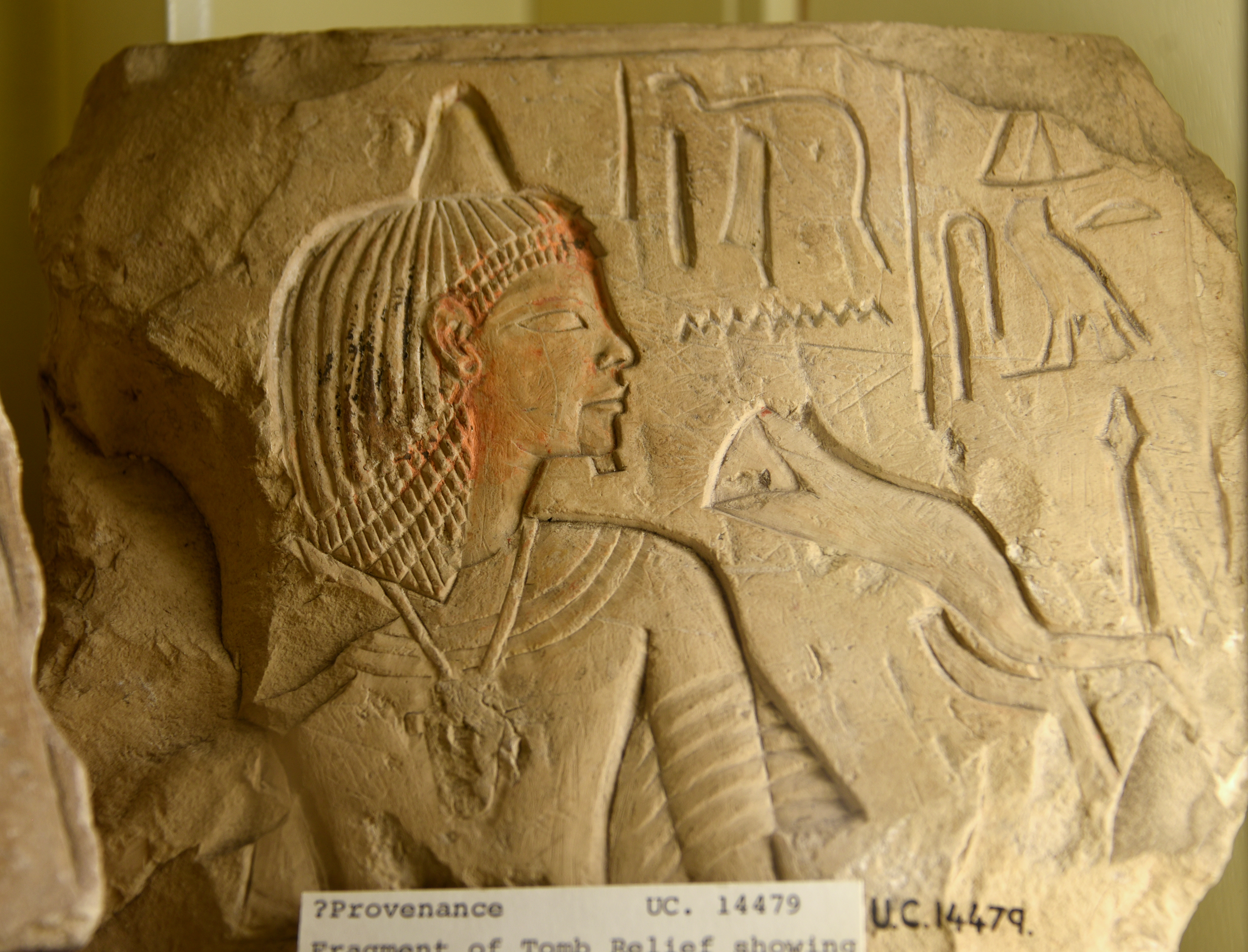
Fragment d'un relief funéraire représentant une offrande de viande de la cérémonie d'ouverture de la bouche.Fin de la XVIIIe dynastie.

Le rituel de l'ouverture de la bouche se pratique dans l'Égypte antique lors du cérémonial funéraire, censé conserver au défunt ses fonctions vitales par des incantations magiques.
Les anciens Égyptiens croyaient que pour que l'âme d'une personne survive dans l'au-delà, elle devait avoir de la nourriture et de l'eau. Le rituel de l'ouverture de la bouche était donc effectué pour que la personne décédée puisse à nouveau manger et boire dans l'au-delà.

## Cérémonial
Des outils spéciaux sont utilisés pour accomplir la cérémonie, tels qu'une herminette rituelle, un encensoir rituel en forme de bras, une lame en forme de cuillère appelée peseshkaf, une lame en forme de tête de serpent et diverses autres amulettes. Une jambe de veau est également tenue jusqu'aux lèvres peintes sur le cercueil.
Cette cérémonie consiste à ouvrir symboliquement la bouche des morts pour qu'ils puissent respirer et vivre dans l'au-delà en utilisant le « peseshkaf », un instrument utilisé pour le rituel, (psš « instrument pour l'ouverture de la bouche » + kȝf « obsidienne »). Cet instrument était fait de pierre et avait la forme de la queue d'un poisson.
Cette cérémonie est aussi pratiquée pour les statues (de pharaon, par exemple).
On trouve des traces de ce rituel de l'Ancien Empire à l'époque romaine.

### Déroulement
Une fois la momification réalisée par les embaumeurs, la momie est transportée près de sa tombe, dans un sarcophage.
Le fils ainé du défunt ou un prêtre des rites funéraires procède au rituel. Il est souvent habillé d'une peau de léopard caractéristique du prêtre-sem, et parfois d'un masque d'Anubis. Il est assisté par plusieurs prêtres.
L'ouverture de la bouche commence avec la purification d'Horus. De l'encens est brûlé dans un petit sceptre en forme de bras.
Commence alors la purification de Thot, où l'on verse plusieurs liquides et résines symboliques sur le sarcophage.
Une fois ces étapes terminées, avec l'aide d'une herminette, on touche la bouche, le nez, les oreilles et les yeux du visage du sarcophage.

### Épisodes
La cérémonie comporte jusqu'à soixante-quinze « épisodes » comprenant les étapes suivantes :
- Épisodes 1-9 : Rites préliminaires
- Épisodes 10-22 : Animation de la statue d'Horus
- Épisodes 23-42 : Offrandes de viande de la Haute-Égypte
- Épisodes 43-46 : Offrandes de viande de la Basse-Égypte
- Épisodes 47-71 : Repas funéraire
- Épisodes 72-75 : Rites de clôture

Le Livre des Morts contient un épisode que le défunt utilise pour lui-même :
Ma bouche est ouverte par Ptah,
Les liens de ma bouche sont relâchés par ma cité-dieu.
Thot est venu entièrement équipé de sorts,
Il libère les liens de Seth de ma bouche.
Atoum m'a donné mes mains,
Elles sont placées comme gardiennes.
Ma bouche m'est donnée,
Ma bouche est ouverte par Ptah,
Avec ce ciseau de métal
Avec lequel il a ouvert la bouche des dieux.
Je suis Sekhmet-Ouadjet qui habite à l'ouest du ciel,
Je suis Sahyt parmi les âmes d'On.

## Symbolique et divinités associées
Ce rituel a une place importante dans le cérémonial mortuaire des anciens Égyptiens.
Il doit permettre au défunt de respirer, de manger, d'entendre et de voir (respectivement ouverture du nez, de la bouche, des oreilles et des yeux) dans le monde des morts.
Certaines statues recevaient ce même traitement. Elles avaient alors les mêmes effets cités précédemment, mais sur la personne qu'elles représentaient.
L'ouverture permettait aussi au ka et au ba de réintégrer le corps par les orifices ouverts symboliquement.
Les textes funéraires assignent au dieu Sokaris la protection des morts, et principalement du roi défunt sur lequel il opère les rituels de purification et d'ouverture de la bouche.
Anubis, en tant que guide du mort vers le tribunal d'Osiris, est un des dieux principaux de l'ouverture de la bouche.

## Comparaison avec le Psaume 51
Des parallèles entre l'ouverture de la bouche et le psaume 51 ont été notés. Les parallèles comprennent :
- Mentions de lavage rituel avec des herbes spéciales (Psaume 51:2,7).
- Restauration des os brisés (verset 8).
- "O Seigneur, ouvre mes lèvres" (verset 15).
- Sacrifices (versets 16, 17 et 19).